# Зорешть
Зорешть, Зорешті (рум. Zorești) — село у повіті Бузеу в Румунії. Входить до складу комуни Вернешть.
Село розташоване на відстані 95 км на північний схід від Бухареста, 10 км на захід від Бузеу, 107 км на захід від Галаца, 100 км на південний схід від Брашова.

## Населення
За даними перепису населення 2002 року у селі проживали 1330 осіб, з них 1328 осіб (99,8%) румунів. Усі жителі села рідною мовою назвали румунську.